# Bau der U-Boote vom Typ XXI
Während des Zweiten Weltkrieges plante das Oberkommando der Marine unter seinem neuen Oberbefehlshaber Karl Dönitz, dem früheren Befehlshaber der U-Boote, ab Mitte 1943 die Herstellung und den Einsatz einer großen Zahl neuer U-Boote vom Typ XXI (Typ 21), die zu einer erneuten Wende im U-Boot-Krieg führen sollten. Diesem waren die bisherigen U-Boot-Typen mit geringer Unterwasser-Geschwindigkeit und -Reichweite aufgrund neuer Techniken und verstärkter Abwehr nicht mehr gewachsen.

## Planung
Durch die neuen U-Boote sollte die bisherige Unterwassergeschwindigkeit mehr als verdoppelt, die Unterwasserreichweite bei gleicher Geschwindigkeit etwa um den Faktor 8 erhöht und die Tauchtiefe um etwa 30 % vergrößert werden. Die bisher separate und meist über Einzelaufträge abgewickelte Marinerüstung wurde mit Einverständnis Adolf Hitlers am 10. Juni 1943 an das von Albert Speer geleitete Reichsministerium für Bewaffnung und Munition übertragen. Mit der Leitung des neuen Hauptausschusses Schiffbau (HAS) beauftragte Speer den Generaldirektor der Magiruswerke, Otto Merker. Dieser legte nach kurzer Zeit einen damals sensationell erscheinenden Plan zum Serienbau der U-Boot-Klasse XXI nach dem Vorbild der Autoproduktion im Takt- und Sektionsverfahren vor, um die Bauzeit der neuen U-Boote zu verkürzen.
Die Konstruktionszeit wurde von früher sieben auf drei Monate verkürzt. Bereits am 8. Dezember 1943 meldete das etwa 1020 Mitarbeiter starke zentrale Konstruktionsbüro „Ingenieur-Büro Glückauf“ (IBG) in Blankenburg (Harz) den Abschluss der Konstruktions- und Fertigungszeichnungen. Zur Zeitersparnis wurde auf den Bau eines Prototyps, mit dessen Fertigstellung erst im Oktober 1944 zu rechnen gewesen wäre, verzichtet. Auch der Vorschlag von Admiral Werner Fuchs (1891–1976), die fertige Konstruktion vom K-Amt überprüfen zu lassen, wurde wegen des dafür erforderlichen Zeitaufwandes von drei bis vier Wochen abgelehnt. Stattdessen wurde sofort mit der Serienfertigung begonnen. Auftretende Probleme sollten nach der Ablieferung der ersten U-Boote, die für die Erprobung und Ausbildung vorgesehen waren, behoben werden. Für den Stahlbau waren noch zwei statt zuvor fünf Monate vorgesehen, für den Sektionsbau vier statt zehn Monate. Die geplante Gesamtbauzeit umfasste noch neun statt zuvor mindestens 22 Monate. Hierfür wurden die Arbeitszeiten auf 72 Stunden pro Woche und mehr erhöht.
Ab Herbst 1944 sollten monatlich 33 U-Boote abgeliefert werden, die ab Anfang 1945 einsatzbereit sein sollten, später 38 U-Boote. Hierfür wurden alle bereits laufenden Bauaufträge für den neuen U-Boot-Typ VII C/42 annulliert. Die vorgesehene Endmontage des Typs XXI erfolgte aus neun Einzelsektionen in folgenden Werften:
- Deschimag AG Weser, Bremen-Gröpelingen
- Blohm & Voss, Hamburg-Steinwerder
- Schichau Werft, Danzig

Jede Sektion sollte von mindestens zwei Werften ausgerüstet werden können, damit bei einem Ausfall nicht die gesamte Produktion gestoppt werden musste. Ausrüstungswerften für die Sektionen waren:
- Raum Bremen:
  - Bremer Vulkan/Vegesacker Werft, Bremen-Vegesack (Sektionen 3, 5, 6)
  - Deschimag Werk Seebeck, Wesermünde (Sektion 7)
  - Kriegsmarinewerft, Wilhelmshaven (Sektion 2)
- Raum Hamburg/Kiel:
  - Deutsche Werft, Hamburg-Finkenwerder (Sektion 3, 6)
  - Howaldtswerke Hamburg (Sektion 5)
  - Deutsche Werke, Kiel (Sektion 8)
  - Kieler Howaldtswerke (Sektion 1)
  - Lübecker Flender Werke, Lübeck (Sektion 4)
- Raum Danzig:
  - Danziger Werft, Danzig (Sektion 1, 2, 3, 8)
  - Schichau Werft, Danzig (Sektion 4, 5)
  - Deutsche Werke, Werk Gotenhafen (Sektion 6, 7)

Die zur Montage vorgesehenen Rohsektionen sollten mit Binnenschiffen auch aus dem Inland geliefert werden, um dort vorhandene Ressourcen zu nutzen. Für jede Einzelsektion waren vier über das Reichsgebiet verteilte Fertigungsstätten geplant, um durch Dezentralisierung gezielten Luftangriffen auf einzelne Fertigungsstätten zu entgehen. Aufgrund einer strikten Geheimhaltung wurde dieses Ziel auch weitgehend erreicht. Als Hersteller der Rohsektionen waren folgende Firmen vorgesehen:
- Sektion 1 (Heck mit Heckraum, Steueranlage und Werkstatt):
  - Hannemann & Co, Lübeck
  - Norddeutscher Eisenbau, Sande
  - Gresse & Co, Lutherstadt Wittenberg
  - Straßburger Werft, Straßburg-Neudorf
- Sektion 2 (E-Maschinenraum):
  - Gutehoffnungshütte, Oberhausen-Sterkrade
  - Seibert-Werke, Aschaffenburg-Nilkheim
  - Dellschau, Berlin
  - Louis Eilers Stahlbau, Hannover-Herrenhausen
- Sektion 3 (Dieselmotorenraum):
  - MAN-Werk Gustavsburg, Mainz-Gustavsburg
  - Krupp-Stahlbau, Hannover
  - Mitteldeutsche Stahlwerke, Riesa
  - J. Gollnow & Sohn, Stettin
- Sektion 4 (Mannschaftswohnräume)
  - J. S. Fries Sohn, Frankfurt am Main
  - Hein Lehmann & Co, Düsseldorf-Oberbilk
  - Kelle & Hildebrandt, Dresden-Großluga
  - Gebr. Heyking, Danzig
- Sektion 5 (Zentrale & Kombüse)
  - Krupp-Stahlbau, Rheinhausen
  - Eggers & Co, Hamburg
  - H. J. Jucho, Audorf
  - August Klönne, Danzig
- Sektion 6 (Vordere Wohnräume)
  - MAN, Hamburg
  - Dortmunder Union, Gelsenkirchen
  - Demag, Bodenwerder
  - Krupp-Druckenmüller, Stettin
- Sektion 7 (Torpedolagerraum)
  - Schäfer, Ludwigshafen am Rhein
  - Grohmann & Frosch, Lutherstadt Wittenberg
  - Schiffswerft Übigau, Dresden-Übigau
  - Beuchelt & Co. in Grünberg in Schlesien
- Sektion 8 (Bug mit Torpedorohren)
  - Hilgers AG, Rheinbrohl
  - Gutehoffnungshütte/Rheinwerft Walsum, Walsum (heute Duisburg)
  - Carl Später, Hamburg
  - Beuchelt & Co., Grünberg in Schlesien
- Sektion 9 (Turmumbau)

Die leistungsstarken neuen E-Maschinen lieferten hauptsächlich SSW aus dem Dynamowerk Berlin, Wien-Leopoldau und Nürnberg, AEG aus dem Werk Brunnenstraße in Berlin sowie als Lizenzbau in geringer Stückzahl BBC und Garbe, Lahmeyer & Co. Die pro U-Boot insgesamt 236 Tonnen schweren Batterien kamen aus Werken der AFA.

## Kriegswirtschaftliche Auswirkungen
Der Serienbau bedeutete damals für die deutsche Rüstungsindustrie eine wesentliche Belastung, auch bei Rohstoffen wie Stahl, Gummi, Blei und Kupfer, was zu starken Einschränkungen auf vielen anderen wichtigen Gebieten führte. Am 22. Februar 1944 hatte OBaurat Waas von der Schiffbaukommission angegeben, dass der Bleimangel den Weiterbau des Typs XXI nur bis Sommer 1945 erlauben würde. Am 14. September 1944 wurde dies jedoch vom Vorsitzenden der Schiffbaukommission, Vizeadmiral Karl Topp, auf „Bleiversorgung bis weit in das Jahr 1946 gesichert“ korrigiert.
Die der Kriegsmarine zugesagte monatliche Stahlquote wurde von rund 120.000 Tonnen auf 165.000 Tonnen erhöht. Dies wurde allerdings, unter Einbeziehung ausländischer Stahlwerke, durch eine im März 1944 auf die Rekordhöhe von 3.173.000 Tonnen gesteigerte Gesamtproduktion mehr als ausgeglichen. Innerhalb des Programms waren 135 Stahlbaufirmen und damit fast 50 % des gesamten deutschen Stahlhochbaus an der Herstellung der Rohsektionen und ihrer Montage beteiligt.
Der geplante Arbeitszeitaufwand betrug pro U-Boot für Stahlbau und Werft 266.000 Stunden, die reinen Baukosten sollten 4,6 Millionen Reichsmark betragen. Zum Vergleich: Für Arbeiter nach Abzug der Sozialabgaben übliche Stundenlöhne bewegten sich zwischen 70 Pfennig und einer Reichsmark, das Jahresgehalt eines Facharbeiters konnte 2000 Reichsmark erreichen. Mit dem Programm und dem Bau der kleineren U-Boot-Klasse XXIII wurden fast alle zum Neubau von Kriegsschiffen verfügbaren Ressourcen auf den Bau von U-Booten und dem U-Boot-Krieg dienenden Überwassereinheiten konzentriert. Der Bau anderer Kriegsschiffe oberhalb Zerstörergröße, wie der des Flugzeugträgers Graf Zeppelin, wurde völlig eingestellt. Auch die Aufträge zum Bau von 162 U-Booten anderer Typen, darunter 18 Walter-U-Boote, wurden am 30. September 1943 annulliert. Der U-Boot-Bau konzentrierte sich nun auf die beiden Typen XXI und XXIII, 28 Walter-U-Boote des kleinen Typs XVII und zwei Versuchsbauten der größeren U-Boot-Klasse XVIII. Alle Arbeiter, die dem Bau von U-Booten, ihren Waffen und dem U-Boot-Krieg dienenden Überwassereinheiten dienten, wurden durch einen von Adolf Hitler am 8. Februar 1943 unterzeichneten Schutzerlass von der Einziehung zum Heer befreit.
Ein großer Teil der gesamten deutschen Elektroindustrie wurde für den Typ XXI beansprucht. Von Dezember 1943 bis Dezember 1944 stieg die monatliche Anzahl der in deutschen Werften im U-Boot-Neubau geleisteten produktiven Arbeitsstunden von ungefähr 4,2 auf etwa 8,4 Millionen. Dies würde bei der ab September 1944 allgemein von 48 auf 60 Stunden ohne Urlaub gesteigerten Wochenarbeitszeit einer Anzahl von 32.000 Werftarbeitern entsprechen. Zwangsarbeiter und in kriegswichtigen Unternehmen Beschäftigte hatten oft höhere Arbeitszeiten bis 80 Wochenstunden, so dass mit ausreichender Sicherheit nur von mindestens 25.000 Werftarbeitern ausgegangen werden kann.
Die Schichau-Werft in Danzig hatte am 1. Juni 1944 7650 Beschäftigte, aber nur 1551 gelernte Facharbeiter. Die restlichen Beschäftigten waren angelernte oder ungelernte Arbeiter, darunter etwa 1200 Frauen und unproduktive Regiekräfte, insgesamt 2888 Ausländer, 1266 Kriegsgefangene und italienische Militärinternierte sowie 430 deutsche Lagerinsassen vermutlich aus dem KZ Stutthof. Auch einige Juden wurden beim U-Boot-Bau beschäftigt.
Die Werftarbeiter waren überwiegend für den Typ XXI und den deutlich kleineren Typ XXIII tätig, von anderen neuen U-Booten mit Walter-Antrieb wurden letztendlich nur drei in Dienst gestellt. Hinzu kam der mit der Sektionsbauweise gestiegene Anteil der Zulieferer im Inland. Das Verhältnis zwischen den Materialkosten (Dieselmotoren, elektrische Anlagen, Kleinteile) und Lohnkosten einer Werft betrug etwa 20/1. Bis Ende Dezember 1944 wurden für den Typ XXI insgesamt 232.000 Tonnen Stahl geliefert, 1,27 % der deutschen Jahresproduktion 1944. Dabei konzentrierten sich die Arbeitsstunden der Werften und die Anzahl der abgelieferten U-Boote im engen Zeitraum September bis Dezember 1944. Für Erweiterung und Neubau der U-Boot-Bunker im Deutschen Reich wurden im Dezember 1942 weitere 95.000 Tonnen Stahl eingeplant.

## Schutzbauten
Da die deutsche Luftwaffe, Flakhelfer, HJ-Marinehelfer, Flak und Flaktürme die Fertigungsstätten auf dem Staatsgebiet des Deutschen Reiches nicht mehr ausreichend vor den Auswirkungen des Luftkriegs mit Bombern der Royal Air Force und den United States Army Air Forces schützen konnten, sollten die Endmontage und Reparatur der U-Boot-Klasse XXI in große U-Boot-Bunker verlegt werden. Diese hatten im bisherigen Kriegsverlauf meist ausreichenden Schutz vor allen Arten von Bomben geboten. Die Bunker waren teilweise schon vorhanden wie die U-Boot-Bunker Kilian und Konrad in Kiel, die Bunker Elbe II und Fink II in Hamburg sowie der Bunker Wenzel in Wedel. Andere wie der größte 120 Millionen Reichsmark teure U-Boot-Bunker Valentin (Länge 450 Meter, Breite 100 Meter, Deckenstärke 7,3 Meter, Schutz für 24 Einzelsektionen und 13 vollständige U-Boote), mit dessen Bau 1943 begonnen wurde und an dem zeitweise bis zu 15.000 Arbeiter arbeiteten, oder der U-Boot-Bunker Hornisse in Bremen wurden speziell für den Typ XXI gebaut. Bei Kriegsende war der Bunker Valentin zu 80 % fertiggestellt.
Die Stärke der Betondecken dieser Bunker lag zwischen drei und sieben Metern, die Seitenwände waren etwas schwächer. In den letzten Kriegsmonaten zeigte sich jedoch, dass speziell ausgebildete und ausgerüstete britische Bomberverbände mit neuen überschweren Bomben vom Typ Tallboy und besonders Grand Slam fähig waren, die Decken der Bunker zu durchschlagen oder die Seitenwände einzudrücken. Die ungeheure Detonationswelle der Grand Slam, die mit Überschallgeschwindigkeit aus einer Höhe von 6700 Metern einschlug, verursachte erdbebenartige Erschütterungen.

## Zwangsarbeit
Zum Bau der Bunker wurden tausende Zwangsarbeiter, Kriegsgefangene und KZ-Häftlinge eingesetzt, zum Bau des U-Boot-Bunkers Valentin 10.000 bis 12.000 Zwangsarbeiter aus besetzten Gebieten und dem KZ Bahrsplate. Es sind nur 1.700 Tote registriert, weil die polnischen und russischen Toten nicht berücksichtigt wurden. Zum Bau des U-Boot-Bunkers Hornisse wurden Häftlinge des KZ Neuengamme eingesetzt.
Zur Produktion der großen für den Typ XXI benötigten Akkumulatoren wurden bis zu 1500 Häftlinge des KZ Hannover-Stöcken (Akkumulatorenwerke) eingesetzt, die in einem Lagerkomplex auf dem Werksgelände des AFA-Zweigwerks Hannover-Stöcken untergebracht wurden. Zusätzlich gab es 3700 Zwangsarbeiter und 1300 deutsche Arbeiter und Angestellte, ein Anteil von 25 %. Im AFA-Hauptwerk in Hagen kamen dagegen keine KZ-Häftlinge zum Einsatz. Neben den Bauarbeiten zur Fertigstellung und Erweiterung des Lagers arbeiteten die Häftlinge in den Akkumulatorenwerken in der Produktion der großen U-Boot-Batterien. Hierzu gehörte die Bleigießerei, wo die Häftlinge ohne Schutzkleidung und Schutzmasken die Bleiplatten für die Batteriezellen gießen mussten. Dabei atmeten sie die giftigen Dämpfe der warmen Bleimasse ein, während die deutschen Arbeiter Schutzmasken hatten. Viele Häftlinge erlitten dabei Bleikoliken, auch weil Mangelernährung zu einer deutlich höheren Empfindlichkeit gegen Bleivergiftung führt. Weitere Arbeitsstellen waren die Säureabteilung und an den heißen Konterwalzen. Fehlender Arbeitsschutz führte auch hier zu Unfällen und Gesundheitsschäden. Auf dem Friedhof Seelhorst wurden nachweislich 403 KZ-Häftlinge aus Stöcken beerdigt. Eine nicht bekannte Zahl von Häftlingen wurde in das KZ Neuengamme zurücktransportiert und starb dort meist aufgrund von Krankheiten und Körperschwäche. Zu Übergriffen kam es in der Fabrik eher selten, während im KZ bei zu geringer Arbeitsleistung mit Holzknüppeln geschlagen und Hunde auf Menschen gehetzt wurden. Von einem Geisteskranken wurden Häftlinge in den Unterleib getreten, woran sie häufig starben, oder im Winter mit Wasser bespritzt. Sie bekamen nur die Hälfte der für Schwerarbeiter zum Überleben mindestens erforderlichen Nahrungsmittelmenge. Es gab acht dokumentierte Fluchtversuche, die alle tödlich endeten. Im KZ stand ein Galgen, den man von außerhalb des Lagers sehen konnte. Er wurde mindestens zwei Mal seinem Zweck entsprechend benutzt.
Im Zuge einer Räumung entsprechend der Weisung, dem Feind keine Zwangsarbeiter zu überlassen, verließen in der Nacht vom 6. auf den 7. April 1945 die marschfähigen Häftlinge das Außenlager Stöcken zu Fuß in Richtung Bergen-Belsen, wo sie am 8. April eintrafen. Häftlinge, die nicht Schritt halten konnten, wurden von SS-Wachleuten erschossen. Die kranken Häftlinge wurden am 8. April per Bahn aus Stöcken abtransportiert. Über Fallersleben und Wolfsburg erreichte der Zug Mieste, von wo aus die Häftlinge nach Gardelegen weitermarschierten. Am 13. April wurden sie dort gemeinsam mit einer größeren Gruppe von Häftlingen aus dem KZ Mittelbau-Dora in eine Feldscheune geführt, die anschließend in Brand gesetzt wurde. Am folgenden Tag versuchten Männer des Volkssturms, die Leichen zu vergraben. Am 14. April 1945 erreichten US-Soldaten Gardelegen und entdeckten am nächsten Tag den Massenmord. Es wurden 1016 Tote gezählt.
Ab 1944 erfolgte auch im neuen AFA-Zweigwerk Wien-Floridsdorf der Einsatz von Häftlingen des KZ Mauthausen bzw. aus dem Nebenlager Floridsdorf zur Produktion der Batteriezellen vom Typ 62 Z AFA 44 MAL 740 W bzw. E. Die rund 7.000 Beschäftigten des großen und modernen AFA-Werkes in Posen waren überwiegend Zwangsarbeiter, die besonders strengen Verhaltensvorschriften unterlagen.

## Produktionszahlen
Das erste fertiggestellte Boot U 3501 wurde bei Schichau in Danzig wegen des Stapellaufs einen Tag vor Hitlers 55. Geburtstag nur mit Holzkeilen provisorisch schwimmfähig gemacht und als „Führergeburtstagsboot“ am 19. April 1944 zu Wasser gelassen. Es musste sofort wieder ins Dock geschleppt werden. Die verbauten Sektionen enthielten statt funktionierender Armaturen vielfach Attrappen. Dennoch trafen Glückwunschtelegramme u. a. von Adolf Hitler ein und an für den Stapellauf Verantwortliche wurden Orden verliehen. Die Direktoren der anderen Werften hatten sich geweigert, noch unfertige Boote vom Stapel laufen zu lassen. Die Sektionen waren aus Termingründen in nur 50–80 % fertigem Zustand an die Montagewerften geliefert worden. Die Folge des übereilten Stapellaufs waren Nacharbeiten, welche die Indienststellung von U 3501 (ohne Flaktürme, spätere Verwendung als Schulboot und nach einem Bombentreffer als Stromerzeuger) bis zum 29. Juli 1944 verzögerten. Als Generaldirektor Franz Stapelfeldt von der Bremer Deschimag wiederholt auf die unrealistischen Terminforderungen hinwies, wurde er seines Postens enthoben.
Die Ablieferung der U-Boote erfolgte mit drei Monaten Verzögerung ab Juli 1944. Bis Ende 1944 wurden 61 Boote vom Typ XXI geliefert, alle mit technischen Mängeln und nicht gefechtsbereit. Ursprünglich war zu diesem Termin bereits eine Ablieferung von 233 U-Booten vorgesehen. Die Monatsproduktion näherte sich dagegen mit 28 U-Booten der ursprünglichen Planung. Sie fiel aber in den folgenden Monaten steil ab, weil der einsetzende Winter Wasserwege blockierte, wichtige Zulieferer besetzt wurden, die Eisenbahn-Linien und die Kanalwege für Binnenschiffe im Deutschen Reich weitgehend unterbrochen oder zerstört wurden und die Werften im Osten besetzt wurden.
Der hohe Zeitdruck, die strenge Geheimhaltung, Engpässe bei den verfügbaren Rohstoffen und die zu spät erfolgte Zuteilung erfahrener Ingenieure von der Front an das zentrale Konstruktionsbüro „Ingenieur-Büro Glückauf“ (IBG) in Blankenburg (Harz) hatte zu zahlreichen Mängeln bei den abgelieferten U-Booten geführt, die bei den folgenden Erprobungen zutage traten und umfangreiche Änderungen und Nacharbeiten erforderlich machten. Der Änderungskatalog des IBG summierte sich bis September 1944 auf 150 Bauänderungen. Wegen Lieferschwierigkeiten konnten zudem nicht alle vorgesehenen Ausrüstungen und Geräte in jedes U-Boot eingebaut werden. Ein Teil war nur als Schul- oder Versuchsboot verwendbar.
Der Chef des Amtes für Kriegsschiffbau, Vizeadmiral Friedrich Ruge, notierte in seinem Tagebuch vom 4. August 1944 bis 26. Mai 1945 mit Datum 9. August 1944: „Frage Verantwortung Sektionsbau noch immer nicht geklärt, Termindruck zu stark. Sektionen nie fertig, Armaturen teilweise nur 45 %. Damit Vorteile Sektionsbau zum grossen Teil hinüber.“ Unter Datum 9. März 1945 notierte er von zu dünnen Blechen infolge eines Konstruktionsfehlers: „Jedenfalls wird die Tauchtiefe kaum besser als beim Typ VII C.“.
Admiral Werner Fuchs lehnte die Abnahme der als frontunbrauchbar klassifizierten Boote zunächst ab. Nach seiner späteren Einschätzung wäre das erste XXIer-Boot ab Mai 1945 zum Fronteinsatz tauglich.
Am 11. September 1944 hatte die US-Armee die westliche Reichsgrenze erreicht und bedrohte nach der Schlacht um Aachen unmittelbar das Ruhrgebiet. Diese Bedrohung sollte durch die Ardennenoffensive (16. Dezember 1944 bis Anfang 1945) beseitigt werden. Der Schwerpunkt der Rüstungsproduktion wurde auf Landstreitkräfte (Geschütze und Panzer) verlagert. Die zugesagten Stahlmengen wurden nicht im vollen Umfang geliefert. Am 12. Januar 1945 erbeuteten Truppen der US-Armee in einer Schiffswerft in Straßburg am Oberrhein etwa 20 Hecksektionen des Typs XXI, die nicht ersetzt werden konnten. Es mangelte infolge ausbleibender Kohletransporte auch an elektrischer Energie. Durch Strommangel im AFA-Werk Hannover (ab November 1944), alliierte Luftangriffe auf die AFA-Werke Hagen (2. Dezember 1944) und Wien-Floridsdorf (12. März 1945) sowie Ausfall des AFA-Werkes Posen infolge der Ende Januar 1945 beginnenden Schlacht um Posen fehlte ein Drittel der für den Typ XXI erforderlichen Batterien.
Die Marinerüstung wurde im Februar 1945 auf ein Notprogramm umgestellt, in dem die Reparatur bereits vorhandener und der Weiterbau kurz vor Fertigstellung stehender Einheiten absoluten Vorrang hatten. Das „Schiffbau-Notprogramm“ vom 20. Februar 1945 sah noch den Bau von 66 U-Booten des Typs XXI und 21 des kleinen Schwestertyps XXIII vor. Auch diese Notprogramm ließ sich nicht mehr verwirklichen. Am 21. März 1945 lagen Schichau-Werke und Danziger Werft unter Artillerie-Beschuss. Am 24. März 1945 wurden die Aufträge für noch nicht begonnene U-Boote vom Typ XXI annulliert. Nur an fast fertigen U-Booten wurde weiter gearbeitet. Am 27. März 1945 drang die Rote Armee in die Danziger Schichau-Werft ein. Dabei erbeutete sie neben den auf den Helgen liegenden U-Booten U 3535 bis U 3542 auch insgesamt 88 Einzelsektionen für den Typ XXI.
Als letztes U-Boot vom Typ XXI lief am 20. April 1945 U 3051 bei der AG Weser vom Stapel, sieben Tage vor der Besetzung Bremens durch britische Truppen.

## Einsatz
Zum Fronteinsatz gelangten die ersten U-Boote wegen Verzögerungen bei der Ausbildung der Besatzungen durch Verminung der Ausbildungsräume in der Ostsee und Treibstoffmangel sowie einer Vielzahl technischer Probleme erst in den letzten Kriegstagen. Mehrere wurden bei Luftangriffen auf Häfen oder im flachen Wasser der Ostsee, wo Tauchen teilweise nicht möglich war, zerstört oder versenkt. Zu Angriffen auf alliierte Schiffe kamen die wenigen in tiefere Gewässer gelangten U-Boote nicht mehr.

## Internetquellen
- u-boot-bunker-hamburg auf geschichtsspuren.de (vormals lostplaces.de)
- Die Geschichte des U-Bootbunkers „Kilian“ in Kiel auf geschichtsspuren.de
- Denkort Bunker Valentin
- Die U-Boot-Bunkerwerft „Valentin“
- Der U-Boot-Sektionsbunker „Hornisse“
- Accumulatoren Fabrik AG Berlin-Hagen Werk Hagen (Wehringhausen)
- KZ-Gedenkstätte Neuengamme
- Zwangsarbeit in Hamburg
- Die Hagener Akkumulatoren-Fabrik (AFA)
- AFA – Floridsdorf & Liesing
- AFA – Floridsdorf
- Zwangsarbeit in der Metallindustrie 1939–1945 (PDF; 893 kB)